# خرم‌زمین، سغد
خرم‌زمین (پیشتر: فرمان‌قورغان) جماعت و شهرکی در شمال غربی تاجیکستان است که در ناحیهٔ اسپیتمن ولایت سغد قرار دارد. جمعیت این جماعت ۶٬۲۴۶ نفر است.